# Сорок визирей
Сорок визирей (тур. Kırk Vezir Hikâyeleri) — любимый турецкий сборник 112 сказок, соединённых между собой такой же рамкой или основной повестью, какую мы видим в «Синдбадовой книге» или «Семи мудрецах». 
Составил «40 визирей» Шейх-Заде (Ахмед Мысыри) для султана Мурада II (1421—1451). Из предисловия видно, что оригиналом для турецкой версии послужила ныне утерянная и нам неизвестная арабская редакция, озаглавленная: «Повесть 40 утр и 40 вечеров»; существовала она, вероятно, раньше XIV века, потому что пятый рассказ 10-го дня у Боккаччо (1313—75) очень близок к одной из сказок «40 визирей», а так как «40 визирей» тогда ещё не было, то заключают, что источником для Боккаччо послужила арабская редакция «40 утр и 40 вечеров».
Родину сказок, входящих в состав «40 визирей», ищут в Индии; они циркулируют и устно, среди простого турецкого народа, куда попали, вероятнее всего, из книги «40 визирей».
Полный немецкий перево, с примечаниями, дал Вальтер Бернгауэр (Лпц., 1851). В начале XVIII в. часть «40 визирей» была пересказана по-французски Пети де ля Круа, а с французского был сделан английский перевод. На русский язык сказку о хитрой двумужнице перевёл В. Григорьев.